# TuralTuranX
TuralTuranX és un duet musical azerbaidjanès format pels bessons Tural i Turan Bağmanovlar.

## Biografia
Els germans van néixer el 30 d'octubre de 2000 a Zaqatala. Van descobrir el seu interès per la música tocant el piano a l'escola. Llavors el seu pare els va comprar un sintetitzador. Els germans van tocar regularment a l'escola i esdeveniments locals, però van deixar la música durant un temps després de la mort del seu pare. Tural es va mudar més tard a la capital Bakú, on va fundar un grup de música.

## Festival de la Cançó d'Eurovisió
El març de 2023 es va anunciar que TuralTuranX representarà l'Azerbaidjan amb la cançó «Tell me more» en el Festival de la Cançó d'Eurovisió 2023, que se celebrarà en la ciutat britànica de Liverpool.